# Amambay

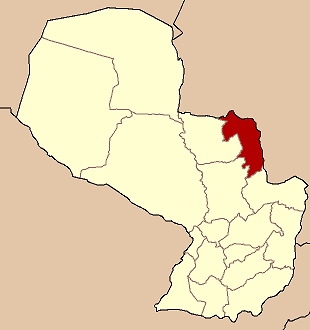
Amambay

Amambay (Departemiento de Amambay) är ett departement i Paraguay beläget i landets nordöstra del. Arean är 12 933 km² och befolkningen uppgick 2002 till 97 158 invånare. Alto Paraná gränsar till departementen Concepción och San Pedro i väster, Canindeyú i söder samt till Brasilien i öst och norr. Huvudstaden heter Pedro Juan Caballero. 
Källa: Enciclopedia concisa del Paraguay, (Red. Carlos Gilbert), 2002, ISBN 84-494-1470-9